# Goszczowice (przystanek kolejowy)
Goszczowice – przystanek kolejowy w Goszczowicach, w województwie opolskim, w powiecie opolskim w Polsce, uruchomiony w 2020 r..

## Ruch pasażerski
| Rok  | Wymiana pasażerska na dobę |
| ---- | -------------------------- |
| 2017 | –                          |
| 2022 | 20-49                      |